# ミヤマシキミ属
ミヤマシキミ属（ミヤマシキミぞく、学名：Skimmia）はミカン科の属の一つ。

## 特徴
常緑の低木で、茎には刺がつかない。葉は茎に互生し、茎の上部に集まる。単葉で、縁は全縁ときに上部に鈍鋸歯がある。花は枝先に円錐花序をつける。雌雄異株で雄花と雌花をつける株が異なる。花弁は4枚、ときに5枚。果実は2-5個の核をもつ球状の核果で、核には1個の種子がある。
東アジア、東南アジアの温帯、暖帯に分布し、約9種知られている。

## 種

### 日本に分布する種
日本では、ミヤマシキミ Skimmia japonica 1種のみが確認されており、いくつかの変種および品種に分けられる。
- ミヤマシキミ（基本変種） Skimmia japonica var. japonica
  - アケボノミヤマシキミ Skimmia japonica var. japonica f. rosea
  - ウチダシミヤマシキミ Skimmia japonica var. japonica f. yatabei
  - ツクバシキミ Skimmia japonica var. japonica f. veitchii
- ウチダシツルシキミ Skimmia japonica var. intermedia
  - シロミノツルシキミ Skimmia japonica var. intermedia f. leucocarpa
  - ナガバツルミヤマシキミ Skimmia japonica var. intermedia f. longifolia
  - ナガミノツルシキミ Skimmia japonica var. intermedia f. obovoidea
  - ツルシキミ Skimmia japonica var. intermedia f. repens
  - ノコバツルシキミ Skimmia japonica var. intermedia f. serrata
- リュウキュウミヤマシキミ Skimmia japonica var. lutchuensis

### 日本国外に分布する種
- テンジクミヤマシキミ Skimmia laureola - ネパールからベトナム、中国に分布
- Skimmia anquetilia - 西ヒマラヤからアフガニスタンに分布
- Skimmia arborescens - 東ヒマラヤから東南アジアに分布

## 利用
ミヤマシキミの各品種は欧米を中心に花・実を観賞するために栽培されるが、日本ではあまり栽培されない。果実は赤く目立つが有毒である。

## ギャラリー
- ミヤマシキミ
- ウチダシミヤマシキミ
- ツルシキミ